# Albin Johansson (friidrottare)

För andra personer med samma namn, se Albin Johansson.  
Albin Johansson, född 24 juni 1981, är en svensk friidrottare (medeldistanslöpning) tävlande för Hässelby SK. Han vann SM-guld på 800 meter inomhus år 2011.

## Personliga rekord
| Utomhus - 400 meter – 48,52 (Sollentuna 27 maj 2005) - 400 meter – 48,68 (Keuru, Finland 20 juni 2003) - 600 meter – 1:18,65 (Enskede 19 maj 2005) - 800 meter – 1:49,56 (Leiden, Nederländerna 9 juni 2007) - 300 meter häck – 38,32 (Gävle 10 augusti 2014) - 400 meter häck – 56,13 (Vellinge 17 augusti 2003) | Inomhus - 400 meter – 48,58 (Göteborg 22 februari 2004) - 800 meter – 1:49,93 (Stockholm 2 februari 2006) |